# Ferdinand Gamper
Ferdinand Gamper soprannominato il Mostro di Merano (in tedesco Der Serienkiller von Meran) (Merano, 12 settembre 1957 – Rifiano, 1º marzo 1996) è stato un serial killer e terrorista italiano naturalizzato svizzero, responsabile dell'assassinio di sei persone.

## Biografia
Nato a Merano in una famiglia dedita alla pastorizia, visse un'infanzia e un'adolescenza caratterizzate dalla povertà e dal lavoro precoce nei campi. Molti lo hanno descritto come una persona schiva e timida, con la tendenza all'isolamento, altri invece come una persona con disturbi psichici. Da bambino aveva subito abusi sessuali dal padre. Passò molti anni in Svizzera, lavorandovi come pastore, poi tornò in patria, trovando impiego in un fienile a Rifiano. Con precedenti penali per oltraggio, resistenza a pubblico ufficiale e ubriachezza, sin da giovane cominciò a maturare sentimenti antitaliani, tanto che aderì a Ein Tirol, gruppo terrorista di stampo secessionista, che rivendicava l'annessione dell'Alto Adige all'Austria. Peraltro, Gamper non conosceva la lingua italiana. Nel 1989 ci fu il suicidio del fratello minore Richard, sparatosi un colpo di pistola alla testa, e poi la morte del padre.

### Gli omicidi
Il primo degli omicidi da lui commessi avvenne l'8 febbraio 1996, a Merano, dove, con un colpo d'arma da fuoco alla nuca, furono uccisi Hans-Otto Detmering, 61 anni, funzionario della Deutsche Bundesbank, e la sua amante, Clorinda Cecchetti, un'impiegata marchigiana di 50: i due furono colpiti mentre passeggiavano lungo il torrente Passirio. In un primo momento si pensò a un movente di tipo economico-patrimoniale, legato ad una faccenda privata del banchiere tedesco ma in seguito venne ipotizzato un delitto passionale, che vide come indiziata la moglie di Detmering, ma l'ipotesi investigativa rimase senza riscontro.
Il 14 febbraio 1996, nella frazione meranese di Sinigo, fu ucciso Umberto Marchioro, contadino di 58 anni, vittima di un colpo di pistola alla testa nei pressi della propria abitazione. L'arma risultò essere la stessa del duplice omicidio dell'8 febbraio; identiche erano anche le modalità di esecuzione. A fronte di tali indizi, l'autorità investigativa cominciò a formulare l'ipotesi che dietro i tre omicidi ci fosse la mano di un serial killer. Qualche giorno dopo, con l'accusa di essere l'autore dei tre omicidi, fu arrestato l'imbianchino Luca Nobile che aveva in precedenza rilasciato dichiarazioni ambigue relative al primo omicidio di cui era stato testimone, fornendo un identikit dell'assassino che si rivelerà fasullo.
Il 27 febbraio, nel centro di Merano, venne ucciso Paolo Vecchiolini, ragioniere di 36 anni, mentre passeggiava con la sua fidanzata Ivonne, con la stessa modalità e arma dei precedenti delitti, ossia un colpo d'arma da fuoco alla testa con una calibro 22. La fidanzata della vittima riuscì a fornire agli inquirenti un identikit dell'assassino, descritto come un uomo alto, biondo, in tuta e zaino. Questo nuovo omicidio, oltre a scagionare Luca Nobile (che però sarà scarcerato solo dopo l'epilogo), spinse gli investigatori a riprendere la pista dell'omicidio seriale. Grazie all'identikit, il barbiere meranese Charlie Daprà arrivò a identificare Ferdinand Gamper.
Nella mattinata del 1º marzo fu ucciso con uno sparo in fronte un vicino di casa di Gamper, Tullio Melchiorri, un muratore di 58. Dopo una serie di testimonianze e di segnalazioni, gli inquirenti riuscirono a farsi un'idea sull'identità del serial killer. Vicino al corpo della vittima fu trovato un foglietto con il messaggio «Sono un italiano emigrato e responsabile di infanticidio», mentre in casa di Gamper ne venne ritrovato un altro riportante «Viva la grande Germania. Non fermerete l’unione del Pantirol» e «Anche questa volta siete arrivati troppo tardi».
Gamper si diede alla fuga e si rifugiò nel suo maso. Il maresciallo Guerrino Botte della stazione Carabinieri di San Genesio Atesino cercò di avvicinarsi al nascondiglio di Gamper, ma fu colpito in faccia da un proiettile; gravemente ferito, fu trasportato all'ospedale di Bolzano, dove morì poco dopo.

### Il suicidio
Gli uomini della Criminalpol e della Polizia decisero di irrompere nel maso e aprirono il fuoco. Gamper inizialmente rispose ai colpi, poi si ritirò nell'edificio e a quel punto si udì uno sparo proveniente dall'interno. I poliziotti fecero irruzione e trovarono il corpo senza vita di Gamper, suicidatosi con un colpo alla testa. L'arma usata per il suicidio era una carabina Weihrauch calibro .22 Magnum a cui aveva segato la canna e il calcio per renderla occultabile nello zainetto che era solito portare con sé, e risultò essere la stessa arma con la quale erano state uccise le sei vittime del mostro di Merano, rendendo inequivocabile l'identificazione di Gamper. Proprio quel giorno fu rilasciato Luca Nobile.

### Il possibile movente degli omicidi
Dopo la morte suicida di Gamper, le indagini proseguirono per approfondire la conoscenza della personalità del killer. All'inizio gli inquirenti credevano che gli omicidi fossero dovuti unicamente alla schizofrenia, ma tale patologia non era stata diagnosticata da alcun medico, tanto che il nome di Gamper non era inserito nella lista dei malati psichici residenti nella provincia di Bolzano.
Fu preso in considerazione allora l'odio etnico e razziale. Gamper, come testimoniavano quei pochi del suo paese che lo avevano conosciuto, odiava apertamente gli italiani e pare fosse pure misogino. Le vittime dei suoi omicidi erano in prevalenza di nazionalità italiana e di sesso maschile, tranne Detmering, che era un cittadino tedesco, ma il killer fu ingannato dal fatto che il banchiere stava parlando in italiano con la sua amante.

## Impatto culturale
La vicenda ottenne una particolare attenzione dai mass media, soprattutto quelli tedeschi. La stampa tedesca, in particolare, aveva sempre insistito sull'odio etnico come movente degli omicidi compiuti in sequenza da Gamper.
La vicenda mise in evidenza la difficile situazione che rendeva problematica da molti decenni la convivenza in Alto Adige tra il gruppo linguistico tedesco e quello italiano.